# Cantonul Kourou
Cantonul Kourou este un canton din arondismentul Cayenne, Guyana Franceză, Franța.

## Comune
- Kourou